# Another Way
Az Another Way Gigi D’Agostino 1999-es kislemeze. Ez a L'Amour Toujours albumról kimásolt harmadik kislemez.

## Kiadások
CD (ZYX Records)(a.k.a. Iceberg Records, a.k.a. Golden-Dance-Classics)
1. Another way (Radio cut)  3:30
2. Another way (Tanzen mix)  7:42
3. Another way (LP mix)  6:02

("12)(B.I.G.)
A-oldal
1. Another way (Tanzen mix)  7:42

B-oldal
1. Another way (LP mix)  6:02

CD (Virgin France S.A.)*2000
1. Another way (Radio edit)  3:35
2. Another way (Club mix)  7:42

("12)(EMI Music France)*2000
A-oldal
1. Another way (Club mix)  7:42

B-oldal
1. Another way (Radio edit)  3:35

Another Way/Super ("12)(Popular Records)*2001
A-oldal
1. Another way (Original mix)  6:02
2. Another way (TEcno Fes remix)  6:15

B-oldal
1. Super (Rassodante mix)  8:11
2. Super (Idratante mix)  7:14

## Szerzők
Another Way: L. Di Agostino, P. Sandrini, C. Montagner & D. Leoni - Media Songs Srl./Warner Bros Music Italy Srl.

## Érdekességek
- Az Another way videóklipje volt az első amiben Gigi is szerepelt.